# Evgenij Baljajkin
Evgenij Viktorovič Baljajkin (in russo Евгений Викторович Баляйкин?; Bratsk, 19 maggio 1988) è un ex calciatore russo, di ruolo centrocampista.

## Palmarès

### Club

#### Competizioni nazionali
- Campionato russo: 2

Rubin Kazan': 2008, 2009
- Supercoppa di Russia: 1

Rubin Kazan': 2010

#### Competizioni internazionali
- Coppa dei Campioni della CSI: 1

Rubin Kazan': 2010